# Gabriel Combrinck
Gabriel Combrinck (* 5. April 1986) ist ein südafrikanischer Radrennfahrer.
Gabriel Combrinck gewann 2010 zusammen mit Nico Bell zwei Etappen bei der Panorama Tour und sie konnten so auch die Gesamtwertung für sich entscheiden. Außerdem war Combrinck bei einer Etappe der Tour de Maurice erfolgreich. Bei der Afrikameisterschaft gewann er zusammen mit dem südafrikanischen Team die Silbermedaille im Mannschaftszeitfahren. Im Jahr 2011 fuhr Combrinck für das Team Bonitas.

## Erfolge
2010
- Afrikameisterschaft – Mannschaftszeitfahren (mit Jason Bakke, Luthando Kaka und Reinardt Janse van Rensburg)

## Teams
- 2011 Team Bonitas